# Kelley Armstrong
Kelley Armstrong (Sudbury, 14 dicembre 1968) è una scrittrice canadese, principalmente di romanzi fantasy dal 2001.
Ad oggi ha pubblicato trentuno romanzi fantasy, tredici nella sua serie Women of the Otherworld, cinque nella sua serie Cainsville, quattro nella sua serie Rockton, tre nella serie Darkest Powers, tre nella sua trilogia di Darkness Rising e tre nella Age della serie Legends e tre thriller teenager indipendenti. Ha anche pubblicato tre romanzi fantasy di medio livello nella trilogia di Blackwell Pages, con la coautrice Melissa Marr. Inoltre, è autrice di tre romanzi polizieschi, la trilogia di Nadia Stafford. Ha anche scritto numerosi romanzi e racconti seriali per la serie Otherworld, alcuni dei quali sono disponibili gratuitamente dal suo sito web. A partire dal 2014, una serie televisiva canadese basata su Women of the Otherworld, chiamata Bitten, è andata in onda per 3 stagioni su Space e SyFy.

## Biografia
Kelley Armstrong è nata nel dicembre 1968, la maggiore di quattro fratelli in una "tipica famiglia della classe media" a Sudbury, Ontario. 
Dopo essersi laureata in psicologia presso l'Università dell'Ontario occidentale, Armstrong è passata allo studio della programmazione informatica al Fanshawe College in modo da avere il tempo di scrivere. "Sono un ex programmatore di computer, ma sono scappata dal mio cubicolo aziendale e spero di non tornarci mai più".
Il suo primo romanzo Morso è stato venduto nel 1999. Dopo il suo primo successo ha scritto un totale di 13 romanzi e una serie di romanzi nel mondo della serie Women of the Otherworld, e il suo primo romanzo poliziesco, Exit Strategy, è stato edito nel luglio 2007. Armstrong è una scrittrice e mamma a tempo pieno dal 2002. 
Il suo romanzo No Humans Involved (il settimo libro della serie Women of the Otherworld) è stato un bestseller del New York Times nella categoria narrativa con copertina rigida il 20 maggio 2007. Inoltre, il suo romanzo YA The Awakening è stato il numero 1 a New York, bestseller del Times nella categoria dei libri del capitolo per bambini il 17 maggio 2009.